# Перший засік ліпший
Пе́рший за́сік лі́пший (англ. best bin first) — це алгоритм пошуку, розроблений для ефективного знаходження наближеного розв'язку задачі пошуку найближчого сусіда у просторах дуже великої вимірності. Цей алгоритм ґрунтується на видозміні алгоритму пошуку k-вимірним деревом, що уможливлює індексування просторів більшої вимірності. Перший засік ліпший — це приблизний алгоритм, який повертає найближчого сусіда для великої частки запитів, і дуже близького сусіда в інших випадках.

## Відмінності відk-вимірного дерева
- Засіки переглядають у порядку збільшення відстані від точки запиту. Відстань до засіку визначають як мінімальну відстань до будь-якої точки його межі. Це втілюють за допомогою черги з пріоритетом.[2]
- Знаходять фіксовану кількість найближчих кандидатів, і зупиняються.
- Типове прискорення — на два порядки.